# Pseudocrenilabrus
Pseudocrenilabrus is een geslacht van straalvinnige vissen uit de familie van de cichliden (Cichlidae).

## Soorten en ondersoorten
- Pseudocrenilabrus multicolor (Schöller, 1903)
  - Pseudocrenilabrus multicolor multicolor (Schöller, 1903)
- Pseudocrenilabrus nicholsi (Pellegrin, 1928)
- Pseudocrenilabrus philander (Weber, 1897)
  - Pseudocrenilabrus philander dispersus (Trewavas, 1936)
  - Pseudocrenilabrus philander luebberti (Hilgendorf, 1902)
  - Pseudocrenilabrus philander philander (Weber, 1897)